# Pungalina weiri
Espèce
Pungalina weiri est une espèce d'araignées aranéomorphes de la famille des Salticidae.

## Distribution
Cette espèce est endémique du Territoire du Nord en Australie. Elle se rencontre vers Pungalina Station.

## Description
La carapace du mâle holotype mesure 1,6 mm de long sur 1,3 mm et l'abdomen 1,5 mm de long et la carapace de la femelle paratype mesure 1,6 mm de long sur 1,3 mm et l'abdomen 2,0 mm de long.

## Étymologie
Cette espèce est nommée en l'honneur de Tom Weir.

## Publication originale
- Richardson, 2013 : New unidentate jumping spider genera (Araneae: Salticidae) from Australia. Zootaxa, no 3716 (3), p. 460-474.